# أرخيلوخوس
أرخيلوخوس (باليونانية: Ἀρχίλοχος) هو شاعر غنائي إغريقي من القرن السابع قبل الميلاد ولد في سنة 680 ق م في جزيرة باروس أثناء العصر الأرخائي، عرف أرخيلوخوس بالتنوع والابتكار، ويعتبر أول شاعر إغريقي يدخل الموسيقى بشعره عن طريق المشاعر والتأثيرات. استفاد منه العديد من الشعراء اللاحقين مثل سمونيدس وهيبوناي وطرطايوس وكالينوس وغيرهم.

## روابط خارجية
- أرخيلوخوس على موقع الموسوعة البريطانية (الإنجليزية)
- أرخيلوخوس على موقع ميوزك برينز (الإنجليزية)
- أرخيلوخوس على موقع ديسكوغز (الإنجليزية)